# Bouzic
 Bouzic  (en occitano Bosic) es una población y comuna francesa, situada en la región de Aquitania, departamento de Dordoña, en el distrito de Sarlat-la-Canéda y cantón de Domme.

## Demografía
| 174 | 148 | 141 | 128 | 133 | 132 |
| Para los censos de 1962 a 1999 la población legal corresponde a la población sin duplicidades (Fuente: INSEE [Consultar]) |     |     |     |     |     |